# AsiaM
AsiaM(아시아엠)은 주식회사 아시아무비가 운영하는 대한민국의 국내 최초 아시아 영화 중심 TV 채널이다. 액션 및 느와르 장르의 홍콩 영화 전성기부터 최신 아시아 트렌디 영화까지 아시아 각 국가의 영화를 편성하는 아시아 영화 중심 채널이다.

## 관련 채널
- AsiaN (텔레비전 채널)
- AsiaUHD
- A+Drama